# Turtur tympanistria
Turtur tympanistria là một loài chim trong họ Columbidae.